# Linia kolejowa nr 130
Linia kolejowa nr 130 – jednotorowa, magistralna linia kolejowa otwarta w 1900 roku, od roku 1960 używana jako linia towarowa, a zelektryfikowana od 28 listopada 1965 roku. Łączy Tarnowskie Góry z Kaletami.